# Figging

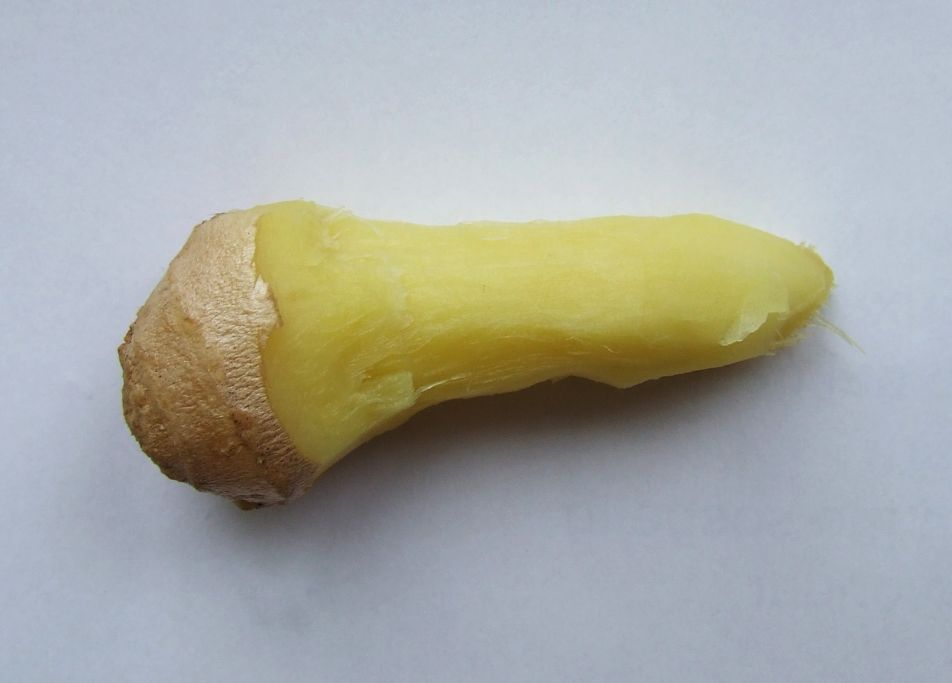
Raíz de jengibre pelada para figging.

Figging hace referencia a la práctica de insertar un trozo de raíz de jengibre pelado (se le ha retirado con cuchillo o un pelador la costra de piel) en el ano humano para generar una sensación de ardor aguda. Históricamente, desde la Antigua Grecia, este había sido un método de castigo y disciplina usado en los esclavos, derivando hasta la actualidad como una práctica de BDSM. La persona a la que se le introducía se le inmovilizaba cada vez más a medida que la sensación crecía de algo incómodo a dolor extremo. El término figging se origina a partir del siglo XIX.
El jengibre, que se pela y a menudo se talla en forma de tapón anal, provocando una intensa sensación de ardor y, a veces, una incomodidad intolerable para el sujeto. El efecto alcanza el clímax entre dos y cinco minutos después de la inserción y persiste durante unos treinta minutos antes de disminuir gradualmente. El jengibre, después de su uso, se puede pelar más y usar para extender la experiencia; cada nueva aplicación de raíz de jengibre refresca la duración de las sensaciones en el sujeto.
Si la persona que está siendo manipulada contrae los músculos del ano, la sensación se vuelve más intensa. Por esta razón, a veces se usa en los azotes para penalizar el apretamiento de los glúteos. El sujeto debe elegir entre prepararse para el golpe, como consecuencia del aumento de la sensación de ardor, o relajar las nalgas y recibir toda la fuerza del golpe.